# Економізм
Економізм — реформістська течія в російському соціал-демократичному русі на рубежі 19—20 століття.
Назву «економізм» цій течії дали революційні соціал-демократи. Цитаделями економізму були закордонний «Союз русских социал-демократів» у Берліні (з 1898; друкований орган — ж. «Рабочее дело»), союзи боротьби за визволення робітничого класу (пізніше — відповідні місцеві комітети Російської соціал-демократичної робітничої партії) у Санкт-Петербурзі (друкований орган — газ. «Рабочая мысль»), у Москві, в Іваново-Вознесенську (нині м. Іваново, в РФ), в Києві, в Катеринославі (нині м. Дніпро). До заснування економізму належали К.Кускова, С.Прокопович, К.Тахтарьов, В.Кричевський, О.Мартинов (1899—1900 — член катеринославського к-ту РСДРП, редакції газети «Южный рабочий»), В.Акімов.
Найбільш вдало принципи економізму викладені в підготовленому не для друку «Кратком изложении взглядов», написаному К.Кусковою, яке отримало назву «Кредо», та документі Київського комітету РСДРП «Profession de foi». Не зважаючи на певні відмінності в поглядах, усі прихильники економізму виступали проти пропаганди марксизму в Російській імперії на етапі «буржуазної революції». Вважали, що рушійною силою класової боротьби є економічні інтереси, а політична боротьба є продовженням економічної боротьби.
Власне політичну боротьбу в існуючих умовах вони обмежували боротьбою за «політичні права» та демократичні реформування суспільства, а її методи — легальної опозиції. Виступали за союз із ліберальною буржуазією, проти єдності соціал-демократичного руху та утворення політичної партії пролетаріату на принципах централізму. Вважали, що соціалістична свідомість формується в процесі класової боротьби стихійно. Партію розглядали не як вузькокорпоративну класову організацію, яка створена з метою захисту демократичних інтересів усіх громадян.
Вплив прихильників економізму в робітничому середовищі не був тривалим, уже до 1903 вони його майже повністю втратили, а після II з'їзду РСДРП приєдналися або до меншовиків, або до Конституційно-демократичної партії. Близькими до принципів економізму були програмні положення Єврейської незалежної робітничої партії.